# 北條幻庵
北條幻庵（（日語）ほうじょう げんあん，或稱北條長綱〔（日語）ほうじょう ながつな〕1493年—1589年12月8日）是日本戰國時代後北條氏的武將，為首代家祖北條早雲之三男，幼名為菊壽丸，母親是早雲的正室栖德寺殿，共育有北條時長、北條綱重及北條長順三子。由於他是當時少有的高壽者，三個兒子都比他早歿，故最後家業是由孫子北條氏隆繼承。

## 生平
依照箱根神社文書的記載，幻庵幼時便被其父送入箱根權現社的別當寺金剛王院修行。永正16年（1519年）四月，北條早雲將4400貫文的領地讓渡給該寺。後來幻庵在大永4年（1524年）遊方至京都在近江一帶的三井寺修行了三年，學習了諸多技藝：不但精通茶道、連歌，亦熟悉尺八、一面鼓等樂器，並以尺八創作出一曲《瀧落》流傳至今。此外，亦勤加練習弓馬之術，待回到相模國後便繼承了箱根權現別當40世之職，法號為「長綱」，替北條家統合西相模、東駿河、伊豆等地之宗教勢力，並出力經營當地之溫泉事業，不過現在也出現「長綱」應該是本名，「幻庵」才是法號的說法。 
天文6年（1537年），幻庵雖然未還俗，卻在實際上擺脫了僧侶的身份以北條氏一族的身分活動著，長兄北條氏綱與上杉家爭奪岩付城時一度率軍應援並參加第一次國府台合戰。氏綱身故後由年方二十六的姪兒北條氏康繼位，由幻庵來擔任姪兒氏康的後見役，以身為一族長老的崇高身分同時擔當著北條氏在南關東擴張的經營，也負責小田原城的內務管理，整治城下町並指揮風魔黨蒐集情報。在後來製成『小田原眾所領役帳』之中，幻庵領有5457貫的俸祿，其知行乃是家臣中最高的一位，並領有相模中郡和武藏小机領的封地，而伊勢家的製鞍之術亦由其傳承光大，留下了被稱為「幻庵之鞍」的名品，時人稱作「鞍打幻庵」，相傳早雲寺中深具禪味的枯山水庭園也是出自幻庵的手筆。 
天文11年（1542年），姪兒玉繩城城主北條為昌死後，其軍團的三浦眾一部被置於幻庵麾下，翌年開始使用「靜意」的印鑑，在後來天文20年（1543年）面對上杉謙信越過信州鳥居岬南下協助上杉憲政時，親自率兵於平井城出陣，但因為城中興起疫病，於是果斷地帶同所有城兵在越後軍來到前撤出，退至左近的松山城。雖然這一著令平井城重回上杉氏之手，卻也為北條家多保留了一分力量，而未盲目應戰損傷兵力。 
之後幻庵在久野附近構築居城，並與當時的文化人連歌師宗牧等人交往，得到了「關東第一文人」的美譽，在永祿5年（1562年），幻庵將法名改成與父親本名宗瑞同宗的臨濟宗大德寺系，易名「宗哲」，同年十二月親撰「北條幻庵覺書」一冊贈給氏康之女鶴松院。
永祿12年（1569年）繼早夭的長子三郎，次男氏信及三男長順雙雙在蒲原城之戰中陣亡後，收北條氏康之子三郎氏秀為養子，但因為氏秀在翌年被送往越後給上杉謙信當養子，最後才決定由幻庵次男氏信之子氏隆繼承家業。 
天正十七年（1589年），歷仕北條家氏綱、氏康、氏政、氏直四代被稱譽為「黑衣宰相」的長老北條幻庵辭世於久野城，享壽九十七歲，法名金龍院殿明岑宗哲大居士。

## 生末年疑慮
後北條氏五代的百年江山中幻庵一人便活過了其中的九十六年，可說是十分罕見的高齡。但是他的生歿年卻長期有各種相異的說法，儘管「北條五代記」已算是研究北條家的重要史料，如果他死去時是天正17年（1589），逆算回去的話是卻是明應2年（1493），可是根據其他與幻庵有關的史料來看，他應該是在永正年間初葉的1504～1510年出生才對。
除此之外，依照黒田基樹教授所書的『小田原市史』之研究看來，幻庵也並非故於天正17年，由其嫡孫氏隆的文書來看幻庵最晚故於天正13年，而且在幻庵改名宗哲後至天正11年以降便完全無其活動資料，這些跡象均再再使人對幻庵的生卒年生出疑竇。